# 682 Hagar
Hagar (asteroide 682) é um asteroide da cintura principal, a 2,1892589 UA. Possui uma excentricidade de 0,1745853 e um período orbital de 1 577,71 dias (4,32 anos).
Hagar tem uma velocidade orbital média de 18,28859242 km/s e uma inclinação de 11,49009º.
Este asteroide foi descoberto em 17 de Junho de 1909 por August Kopff.